# Наукова діяльність
Науко́ва дія́льність — це інтелектуальна творча діяльність, спрямована на одержання та використання нових знань. Основними її формами є фундаментальні та прикладні наукові дослідження.

Науковими дослідженнями займаються науковці.
Наукова методологія, яку використовують учені, включає узагальнення добре перевірених фактів, застосування абстрактних понять, генерування і перевірку гіпотез, створення теорій як фактів загальнішого рівня, розвиток наукового опису, починаючи з добре вивченого, у бік непізнаного.
Розрізняють:
Фундаментальні наукові дослідження — наукова теоретична та (або) експериментальна діяльність, спрямована на одержання нових знань про закономірності розвитку природи, суспільства, людини, їх взаємозв'язку.
Прикладні наукові дослідження — наукова і науково-технічна діяльність, спрямована на одержання і використання знань для практичних цілей.
Науково-технічна діяльність — інтелектуальна творча діяльність, спрямована на одержання і використання нових знань в усіх галузях техніки і технологій. Її основними формами (видами) є науково-дослідні, дослідно-конструкторські, проектно-конструкторські, технологічні, пошукові та проектно-пошукові роботи, виготовлення дослідних зразків або партій науково-технічної продукції, а також інші роботи, пов'язані з доведенням наукових і науково-технічних знань до стадії їх практичного використання.
Науково-педагогічна діяльність — педагогічна діяльність у вищих навчальних закладах та закладах післядипломної освіти III—IV рівнів акредитації, пов'язана з науковою та (або) науково-технічною діяльністю.
Науково-організаційна діяльність — діяльність, що спрямована на методичне, організаційне забезпечення та координацію наукової, науково-технічної та науково-педагогічної діяльності.
Основним законодавчим актом, що регулює наукову діяльність в Україні, є Закон України «Про наукову і науково-технічну діяльність». Закон визначає правові, організаційні та фінансові засади функціонування і розвитку науково-технічної сфери, створює умови для наукової і науково-технічної діяльності, забезпечення потреб суспільства і держави у технологічному розвитку.
Основні цілі, напрями, принципи, форми і методи діяльності держави в науково-технічній сфері визначає державна науково-технічна політика, яка є складовою соціально-економічної політики України.
Державне регулювання та управління у сфері наукової і науково-технічної діяльності здійснюють: Верховна Рада України; Президент України; Кабінет Міністрів України; міністерства, відомства та інші центральні органи виконавчої влади у сфері наукової і науково-технічної діяльності; Верховна Рада Автономної Республіки Крим, місцеві ради, Рада міністрів Автономної Республіки Крим, місцеві органи виконавчої влади.